# Кернс (аеропорт)

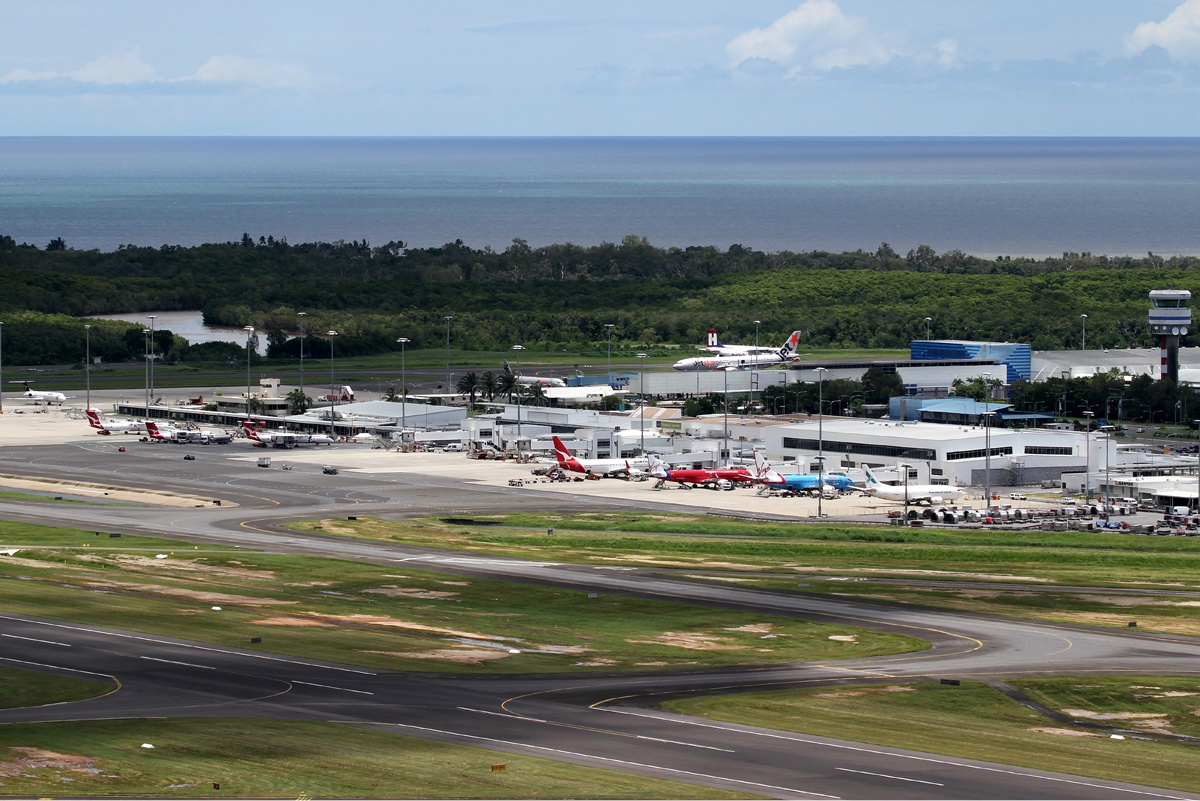
Зона аеропорту

Міжнародний аеропорт Кернса — австралійський міжнародний аеропорт, розташований в семи кілометрах північніше бізнес-центру міста Кернс, Квінсленд, Австралія. Аеропорт займає шосте місце в країні за показником кількості вироблених злетів/посадок на рік.
Кернс перебував у муніципальній власності адміністрації Квінсленду, а в грудні 2008 року був проданий приватному бізнесу. Аеропортовий комплекс знаходиться між затокою Трініті-Бей на сході і горою Маунт-Вайтфілд на заході.
Аеропорт обслуговує внутрішні і міжнародні польоти, діяльність авіації загального призначення, включаючи і вертолітні рейси. Маршрути польотів в основному пов'язують великі австралійські міста, туристичні напрямки на Далеку північ Квінсленду і в міста країн Азійсько-Тихоокеанського регіону. Міжнародний аеропорт Кернса був базовим аеропортом для авіакомпанії Australian Airlines аж до припинення її діяльності в червні 2006 року і досі залишається одним з транзитних аеропортів національного авіаперевізника країни — авіакомпанії Qantas Airways. Також, Кернс є базовим портом для вертольотів підрозділу Royal Flying Doctor Service державної пошуково-рятувальної служби Австралії State Emergency Service.

## Загальні відомості
Міжнародний аеропорт Кернса має два пасажирські термінали, розташовані у східній частині меліорованих мангрових боліт. Термінали і башта управління повітряним рухом розташовані у двох різних будівлях на відстані 200 м один від одного. Зона авіації загального призначення розташована на західній стороні аеропортового комплексу поруч з шосе Капітана Кука.
Термінал внутрішніх перевезень перебуває в процесі реконструкції та перепланування. Будівельні роботи почалися в серпні 2007 року і завершаться до кінця 2010 року, загальна вартість проекту становить 200 мільйонів доларів США. Зона реєстрації квитків для всіх авіакомпаній буде розширена за рахунок загальних пасажирських залів і за рахунок збільшення площі самої будівлі терміналу. П'ять нових телетрапів замінять наявні три телетрапи на виходах на посадку (гейтах) з номерами 18, 19 і 20. Термінал міжнародних напрямків нині експлуатує п'ять гейтів з виходами на телетрапи.
До реконструкції терміналу авіакомпанія Qantas Airways використовувала південну частину внутрішнього термінала, зараз зали підвищеної комфортності для пасажирів-членів привілейованого клубу Qantas Club знаходяться у стадії будівництва, а сам Quantas Club тимчасово розміщується в колишніх кімнатах Golden Wing компанії Ansett Australia. Дві інші авіакомпанії Virgin Blue і Jetstar використовують північну частину терміналу внутрішніх пасажирських перевезень.
Аеропорт експлуатує дві злітно-посадкові смуги. Основна ЗПС має довжину в 3196 метра, додаткова — 925 метра і використовується для авіації загального призначення. Менша смуга орієнтована на схід і захід на посадку лежить в курсі, дотичні з курсом основної смуги, який своєю чергою знаходиться безпосередньо над північною частиною пляжної зони Кернса і проходить над кернською еспланадою.
Аеропортовий комплекс лежить за 7 км на північ від центрального ділового району міста Кернс. Офіси з прокату автомобілів розташовані в залі прибуття в терміналі внутрішніх авіаліній, там же знаходиться автобусна зупинка зі щогодинними маршрутами до Кернса і Порт Дугласа. Послуги таксі доступні цілодобово, проїзд до центру міста коштує близько 12 доларів США.

## Обсяги перевезень
Статистика аеропорту з пасажирських перевезень.

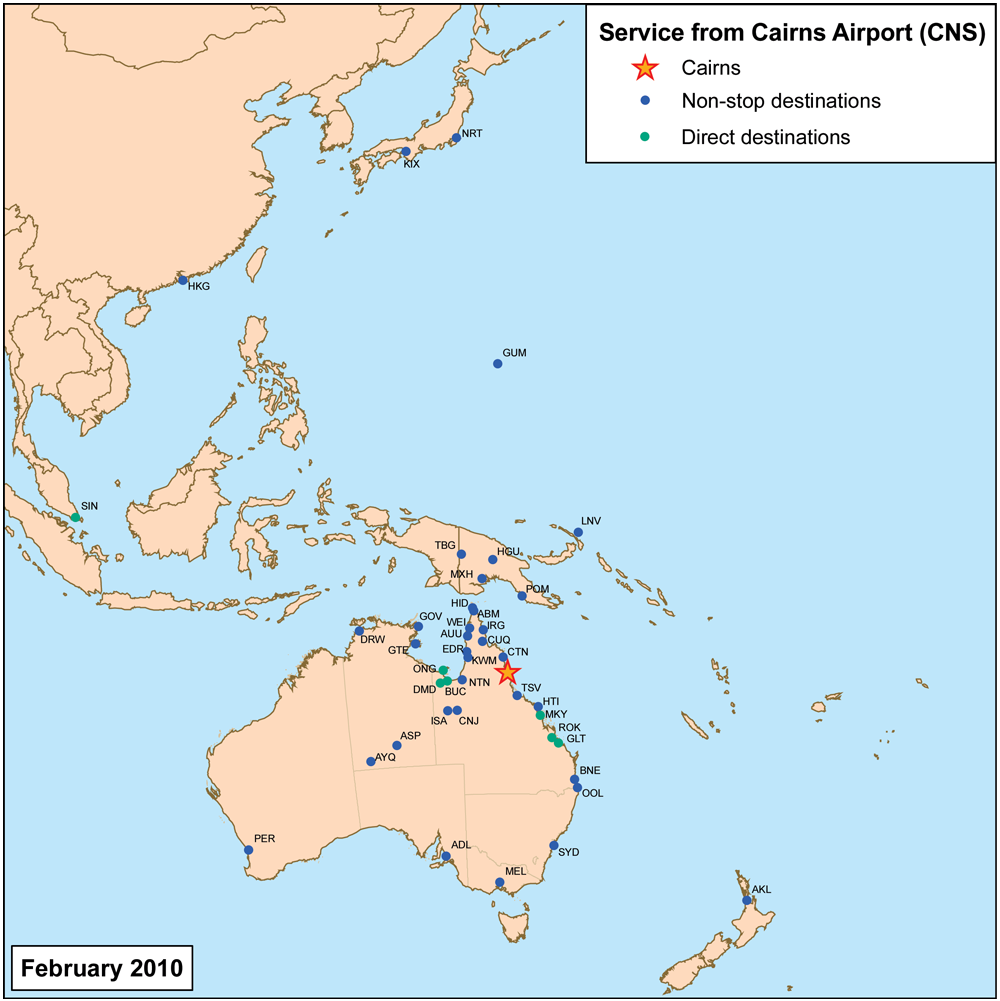
Схема прямих рейсів з аеропорту Кернс

| Місце | Аеропорт | Пасажирів (тис) | % Зміна |
| ----- | -------- | --------------- | ------- |
| 1     | Брисбен  | 1,205.4         | ▲1.0    |
| 2     | Сідней   | 941.0           | ▲1.6    |
| 3     | Мельбурн | 484.0           | ▲8.1    |

| Місце | Аеропорт | Пасажирів (тис) | % Зміна |
| ----- | -------- | --------------- | ------- |
| 1     | Брисбен  | 101.2           | ▲9.6    |
| 2     | Сідней   | 74.0            | ▲1.0    |
| 3     | Мельбурн | 38.9            | ▲4.9    |

| Місце | Аеропорт                         | Пасажирів | % Зміна |
| ----- | -------------------------------- | --------- | ------- |
| 1     | Нарита                           | 224,588   | ▼4.9    |
| 2     | Тюбу                             | 94,413    | ▼24.1   |
| 3     | Кансай                           | 79,501    | ▼29.6   |
| 4     | Джексон                          | 62,795    | ▲7.9    |
| 5     | Чангі                            | 61,879    | ▼6.4    |
| 6     | Гонконг                          | 56,010    | ▲8.6    |
| 7     | Окленд                           | 53,745    | ▲11.8   |
| 8     | Аеропорт ім. Антоніо Б. Вон Пата | 22,980    | ▼0.6    |

| Місце | Аеропорт                         | Пасажирів | % Зміна |
| ----- | -------------------------------- | --------- | ------- |
| 1     | Наріта                           | 15,965    | ▼27.7   |
| 2     | Тюбу                             | 8,732     | ▲1.5    |
| 3     | Джексон                          | 5,897     | ▲6.4    |
| 4     | Гонконг                          | 4,888     | ▼7.2    |
| 6     | Чангі                            | 4,356     | ▼24.5   |
| 7     | Кансай                           | 4,021     | ▼39.0   |
| 5     | Окленд                           | 3,064     | ▼13.7   |
| 8     | Аеропорт ім. Антоніо Б. Вон Пата | 1,773     | ▼15.2   |

| Місце | Аеропорт                      | Пасажирів | % Зміна |
| ----- | ----------------------------- | --------- | ------- |
| 1     | Міжнародний аеропорт Гонконгу | 2,984.0   | ▲13.1   |
| 2     | Міжнародний аеропорт Кансай   | 1,225.0   | ▼44.7   |
| 3     | Міжнародний аеропорт Чангі    | 811.4     | ▲0.2    |

| Місце | Аеропорт                      | Пасажирів | % Зміни |
| ----- | ----------------------------- | --------- | ------- |
| 1     | Міжнародний аеропорт Гонконгу | 254.9     | ▼6.9    |
| 2     | Міжнародний аеропорт Кансай   | 85.8      | ▼18.2   |
| 3     | Міжнародний аеропорт Наріта   | 41.1      | ▼45.0   |

## Авіакомпанії і напрямки
| Авіакомпанії                                                   | Напрями | Термінал    |
| -------------------------------------------------------------- | --- | ----------- |
| Aero-Tropics Air Services                                      | Бамага | Внутрішній  |
| Air New Zealand                                                | Окленд | Міжнародний |
| Air Niugini                                                    | Моро, Порт-Морсбі, Табубу | Міжнародний |
| Airlines PNG                                                   | Ліхір-Айленд, Хаген, Порт-Морсбі | Міжнародний |
| Cathay Pacific                                                 | Гонконг | Міжнародний |
| Continental Airlines - Continental Micronesia                  | - Гуам | Міжнародний |
| Jetstar Airways (Міжнародний)                                  | Дарви, Осака (Кансай) (початок з грудня 2009), Сінгапур, Токіо (Наріта) | Міжнародний |
| Qantas(Внутрішній) - Jetstar Airways (Внутрішній) - QantasLink | Брисбен, Мельбурн, Сідней - Аделаїда, Брисбен, Дарвін, Голд-Кост, Мельбурн, Перт, Сідней - Аліс-Спрінгс, Айерс-Рок, Брисбен, Дарвін, Гладстон, Гоув, Гамільтон-Айленд, Хорн-Айленд, Маккай, Rokgempton, Таунсвілл, Уэйпа | Внутрішній  |
| Regional Pacific Airlines                                      | Бамага | Внутрішній  |
| Skytrans Airlines                                              | Оракан-Мішн, Коен, Куктаун, Карумба, Локхарт-Рівер, Палм-Айленд, Таунсвілл | Внутрішній  |
| Vincent Aviation                                               | Грут-Эйландт |             |
| Virgin Blue                                                    | Брисбен, Мельбурн, Сідней, Таунсвілл | Внутрішній  |

## Типи літаків
За станом на лютий 2008 року аеропорт обслуговує великий ряд повітряних суден, основні з яких Airbus A320, Airbus A321 і Airbus A330 авіакомпанії Jetstar; Boeing 737 і Boeing 767 авіакомпанії Qantas Airways; A330 авіакомпанії Cathay Pacific; Boeing 737 авіакомпанії Virgin Blue і Airbus A320 авіакомпанії Air New Zealand, а також невеликі літаки Fokker 100 компанії Air Niugini і Dash 8 авіакомпанії Airlines PNG.